# 吉林毓文中学
吉林毓文中学，是位于中国吉林省吉林市的一所高级中学，在松花江畔临江门附近。由曾就讀於天津南开学校的吉林知识分子韩梓飏、李光汉、张云责等人，于1917年创建。因朝鲜民主主义人民共和国的建国领导人金日成就读、活动于此而闻名，同平壤彰德学校为姊妹学校。
学校面临松花江，背靠吉林北山，校名寓合孔子“钟灵毓秀，郁郁乎文”之势。

## 知名教师
- 楚图南：国文、历史教师，原全国人大常委会副委员长
- 郭沫若：代課20餘天[2]
- 尚钺：历史学家、莽原社成员、金日成班主任及国文教师

## 历任校长
- 程秉伦
- 丁文忠
- 王进
- 张健华
- 崔中林
- 张贵忠
- 陈志岩
- 韩非
- 何曼丽
- 姜国富

## 知名校友
- 金日成：朝鲜民主主义人民共和国主席
- 彭桓武：中科院院士、两弹一星功勋
- 马宗晋：著名地质学家、中科院院士
- 关琦：2003年第53届世界小姐季军、世界小姐中国总决赛冠军

## 姐妹学校
- 平壤彰德学校

## 轶闻
每年4月15日太阳节、10月8日朝鲜劳动党建党纪念日时，吉林市朝鲜侨民及朝鲜驻沈阳总领馆会在金日成小院的铜像下举行清扫与献花仪式。
2011年，毓文中学接受三十名朝鲜留学生。